# Alexi Lalas
Panayotis Alexander Lalas známý jako Alexi Lalas (* 1. června 1970, Birmingham, Michigan, USA) je bývalý americký fotbalový obránce a reprezentant řeckého původu a také rockový hudebník. Hrál na postu stopera (středního obránce), byl znám svou vizáží – dlouhými vlasy a ryšavou bradkou.
Stal se prvním Američanem, který nastoupil v italské nejvyšší lize Serie A (v červenci 1994 v dresu klubu Calcio Padova).
Po skončení aktivní hráčské kariéry se stal generálním manažerem několika amerických klubů v Major League Soccer (San Jose Earthquakes, New York MetroStars, Los Angeles Galaxy), poté začal pracovat jako fotbalový expert/analytik pro televizní stanice (ESPN, ABC).

## Klubová kariéra
- Rutgers Scarlet Knights (mládež) 1988–1991
- Calcio Padova 1994–1996
- New England Revolution 1996–1997
- →  CS Emelec (hostování) 1997
- New York MetroStars 1998
- Kansas City Wizards 1999
- Los Angeles Galaxy 2001–2003

## Reprezentační kariéra
Za A-mužstvo USA debutoval v roce 1991 a hrál za něj až do roku 1998. Zúčastnil se MS 1994 v USA a MS 1998 ve Francii.

## Hudební kariéra
Během fotbalové kariéry si našel čas i na rockovou hudbu. Hrál na kytaru v kapele The Gypsies a v roce 1998 vydal sólo desku s názvem Ginger.